# 6323 Karoji
6323 Karoji eller 1991 CY1 är en asteroid i huvudbältet som upptäcktes den 14 februari 1991 av de båda japanska astronomerna Kazuro Watanabe och Kin Endate vid Kitami-observatoriet. Den är uppkallad efter den japanska astronomen Hiroshi Karoji.
Asteroiden har en diameter på ungefär 5 kilometer.